# Il gatto che attraversa i muri
Il gatto che attraversa i muri  (The Cat Who Walks Through Walls) è un romanzo di fantascienza dello scrittore statunitense Robert A. Heinlein, pubblicato nel 1985.
La traduzione italiana è stata pubblicata nel 1988 dalla Mondadori.
Il titolo del libro si riferisce a un gatto di nome Pixel che ha l'inspiegabile tendenza a essere in qualsiasi luogo capita al narratore di trovarsi (un riferimento al paradosso del gatto di Schrödinger).
In una scena Pixel cammina effettivamente attraverso un muro e viene spiegato che il gatto è troppo giovane per sapere che tale comportamento è impossibile.

## Trama
Uno scrittore, seduto nel miglior ristorante dell'habitat spaziale "Golden Rule",viene avvicinato da un uomo che, con tono incalzante, pronuncia le parole: “Tolliver deve morire”: subito dopo l'uomo venire ucciso davanti ai suoi occhi. 
Quel testimone involontario è il Colonnello Colin Campbell, che vive sotto vari alias, tra i quali il suo pseudonimo letterario Richard Ames.  
Campbell viene raggiunto da una donna affascinante e sofisticata, Gwendolyn Novak, che lo aiuta a fuggire sulla Luna accompagnato da un acero bonsai e Bill, un aspirante assassino.
Gwen afferma di essere stata presente durante la rivolta narrata in La Luna è una severa maestra.
Ancora braccati dagli assassini, Campbell e Novak vengono tratti in salvo dalla "Brigata Temporale", un'organizzazione guidata da Lazarus Long.
Dopo aver sostituito  il piede che Campbell aveva perso anni prima in combattimento, la "Brigata Temporale" cerca di reclutarlo per una missione speciale: aiutare una squadra a recuperare Mike, un computer senziente dismesso, introdotto in "La Luna è una severa maestra". L’uomo accetta, spinto dal legame con Gwen.
Impegnata in frequenti viaggi nel tempo, la "Brigata Temporale" ha modificato vari eventi del passato, creando un universo alternativo per ogni linea temporale alterata; ora, l'aiuto di Mike è necessaria per prevedere con precisione le condizioni e gli sviluppi in ciascun nuovo universo.
Gli attentati contro Campbell si rivelano opera di altre organizzazioni coinvolte nella manipolazione del tempo, determinate a impedire il salvataggio di Mike per ragioni oscure.
Nel corso della missione Gwen viene gravemente ferita e Campbell perde di nuovo il piede, ma la "Brigata Temporale" riesce comunque a recuperare Mike. 
La storia si conclude con Campbell che parlando in un registratore - presumibilmente la fonte della narrazione in prima persona - riflette sulla missione e sul suo rapporto con Gwen..

## Collegamenti con altre opere dell'autore
Questo romanzo può essere considerato parte della serie del  "Multiverso di Heinlein", oppure il sequel sia de Il numero della bestia sia de La Luna è una severa maestra.
Nel corso di una riunione dei vertici della "Brigata Temporale" compaiono i rappresentanti di tutte le principali linea temporali e ambientazioni scritte da Heinlein, incluse La via della gloria e Fanteria dello spazio e si fa riferimento anche a opere di altri autori.
Gwen Novak si rivela essere in realtà Hazel Stone, un personaggio già descritto da Heinlein ne L'invasione dei gattopiatti e che ha un ruolo piccolo ma importante ne La Luna è una severa maestra.
Campbell scopre di essere figlio di Lazarus Long, un personaggio introdotto da Heinlein ne I figli di Matusalemme e che riappare in Lazarus Long, l'immortale, Il numero della bestia e Oltre il tramonto.
Inoltre appaiono Jubal Harshaw, un importante personaggio di Straniero in terra straniera, Galahad di Lazarus Long, l'immortale e Manuel Garcia O'Kelly Davis, la voce narrante di La Luna è una severa maestra.

## Critica
Dave Langford ha recensito The Cat Who Walks Through Walls per White Dwarf affermando: "Temo sia di nuovo tempo di autoindulgenza alla Heinlein. Il menu prevede quei maledetti viaggiatori inter-universali da Il numero della bestia, oltre a comparse da Lazarus Long, l'immortale, La via della gloria, La Luna è una severa maestra, Straniero in terra straniera e altri ancora."

### Edizione italiana
- Robert A. Heinlein, Il gatto che attraversa i muri, collana Altri Mondi, traduzione di Gaetano Staffilano, n. 13, Arnoldo Mondadori Editore, 1988, ISBN 88-04-31778-7.

### Fonti critiche
- (EN) David Bradley, Superlunarian Follies, in The New York Times, 22 dicembre 1985. URL consultato l'11 settembre 2018.
«... ci sono scontri e festini e orge scatenate e cattivi giochi di parole e, per i lettori che Mr. Heinlein ha deliziato per decenni, apparizioni (alcune fin troppo brevi) di personaggi da narrazioni precedenti: Manuel Davis, da La Luna è una severa maestra; Star, imperatrice del Venti (ora 90) universi da La via della gloria; Jubal Harshaw, l'avvocato-medico-scrittorucolo da Straniero in terra straniera.»
- Dave Langford, Critical Mass, in White Dwarf, n. 76, Games Workshop, aprile 1986,  p. 9.
«I'm afraid it's Heinlein self-indulgence time again. What's on the menu is those blasted inter-universal travellers from Number of the Beast, plus walk-ons from Time Enough for Love, Glory Road, The Moon is a Harsh Mistress, Stranger in a Strange Land and more.»

- (EN) Yvonne Rousseau, Walking through walls, in Damien Broderick (a cura di), Chained to the Alien: The Best of Australian Science Fiction Review, Wildside Press LLC, 2009,  pp. 144-, ISBN 978-1-4344-5758-5. URL consultato il 28 maggio 2025.